# Centaurium bianoris
Centaurium bianoris là một loài thực vật có hoa trong họ Long đởm. Loài này được (Sennen) Sennen mô tả khoa học đầu tiên năm 1936.